# Ross McCausland
Pour les articles homonymes, voir McCausland (homonymie).
Ross McCausland, né le 12 mai 2003 à Antrim en Irlande du Nord, est un footballeur international nord-irlandais. Il joue au poste d'ailier droit à l'Aris Limassol, en prêt des Rangers FC.

## Biographie

### En club
Né à Antrim en Irlande du Nord, Ross McCausland est formé par le Linfield FC avant de rejoindre les Glasgow Rangers. Le 27 septembre 2021, il prolonge son contrat avec les Rangers jusqu'en juin 2024.
Il joue son premier match en professionnel le 14 mai 2022, lors d'une rencontre de championnat contre le Heart of Midlothian FC. Il entre en jeu à la place de Amad Diallo lors de ce match remporté par son équipe (1-3 score final).
Le 28 novembre 2023, McCausland signe un nouveau contrat avec les Rangers, étant désormais lié au club jusqu'en juin 2027. Il est par la même occasion définitivement promu en équipe première,. Deux jours plus tard il marque son premier but en professionnel, à l'occasion d'une rencontre de phase de groupe de la Ligue Europa 2023-2024 face à l'Aris Limassol. Entré en jeu à la place de Todd Cantwell, il marque le but égalisateur de son équipe (1-1 score final),.

### En sélection
Ross McCausland représente l'équipe d'Irlande du Nord des moins de 17 ans. Avec cette équipe il joue sept matchs et marque deux buts entre 2018 et 2019.
McCausland joue son premier match avec l'équipe d'Irlande du Nord espoirs le 7 septembre 2023 face au Luxembourg. Il entre en cours de jeu lors de ce match perdu par son équipe (0-1 score final).
En novembre 2023, Ross McCausland est convoqué pour la première fois avec l'équipe nationale d'Irlande du Nord par le sélectionneur Michael O'Neill. Il honore sa première sélection lors de ce rassemblement, le 17 novembre 2023, contre la Finlande. Il est directement titularisé lors de cette rencontre perdue par les siens sur le score de quatre buts à zéro.

## Palmarès
- Rangers FC
  - Vainqueur de la Coupe de la Ligue écossaise en 2023-2024